# Heather Doerksen
Heather Doerksen (ur. 12 lutego 1980 w Winnipeg, Manitoba) – kanadyjska aktorka telewizyjna i filmowa.

## Życiorys
Heather Doerksen studiowała na Simon Fraser University w Burnaby.

## Filmografia
- 2005–2008: Tajemnice Smallville (Smallville) jako Isis Receptionist, Martha's Aide, Receptionist
- 2005–2008: Słowo na L (The L Word) jako Karen
- 2005–2007: Gwiezdne wrota: Atlantyda (Stargate Atlantis) jako Captain Pat Meyers
- 2005–2008: Battlestar Galactica (Battlestar Galactica) jako Sgt. Brandy Harder
- 2006: Blade jako Kat
- 2006: Kyle XY jako Mrs. Preston
- 2007: Facet pełen uroku (Good Luck Chuck) jako kobieta w samolocie
- 2007: Nie z tego świata (Supernatural) jako Gloria Sidnick
- 2008: Oko (The Eye) jako Chorobliwa Kobieta
- 2008: Zaginiony skarb Wielkiego Kanionu (The Lost Treasure of the Grand Canyon) jako Hildy Wainwright
- 2008: Dzień, w którym zatrzymała się Ziemia (The Day the Earth Stood Still) jako Regina's Aide
- 2009: Nieproszeni goście (The Uninvited) jako Mildred Kemp
- 2010: Marmaduke – pies na fali (Marmaduke) jako Female Executive
- 2010: The Client List jako Tanya
- 2010–2011: Fringe: Na granicy światów (Fringe) jako major Warner
- 2011: Dungeon Siege: W imię króla 2 (In the Name of the King 2: Two Worlds) jako Dunyana
- 2012: Ambrosia jako Sarah
- 2012: Dom w głębi lasu (The Cabin in the Woods) jako Accountant
- 2012: Bez litości (True Justice) jako Veronica
- 2012: Porwana: Historia Carliny White (Abducted: The Carlina White Story) jako agent Thompson
- 2013: Pacific Rim jako Lt. Sasha Kaidanovsky
- 2013–2014: Once Upon a Time in Wonderland jako Sarah
- 2014: Wielkie oczy (Big Eyes) jako Gossipy Woman
- 2018: Take Two jako Syd
- 2018: Chilling Adventures of Sabrina jako Gryla